# Vågspel

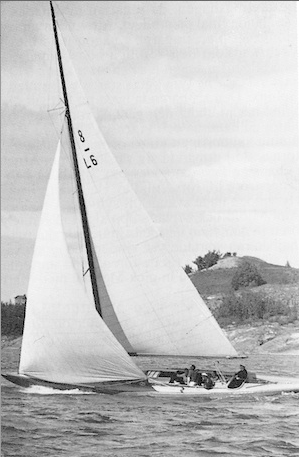
8mR-Yacht Vågspel (1944)

Vågspel (schwedisch „Wellenspiel“) war eines der letzten Yachten der 8-Meter-Klasse, die in Finnland gebaut wurden. Entworfen wurde sie vom finnischen Yachtkonstrukteur Birger Slotte (1900–1983). Sie entstand auf der Bootswerft Wilenius Båtvarv in Borgå während des finnischen Fortsetzungskrieges gegen die Sowjetunion.

## Geschichte
Vågspel wurde für den Kommodore des Helsingfors Segelsällskap (HSS) Arthur E. Nikander (1881–1953) aus Mahagoni-Holz gebaut, der das Boot 1939 ursprünglich für die geplanten Olympischen Sommerspiele 1940 in Helsinki in Auftrag gegeben hatte. Aufgrund des Krieges verzögerte sich der Bau des Rumpfes und die Yacht wurde erst für das 50-jährige Jubiläum von HSS im Jahr 1943 fertig.
Die 8mR-Yacht Vågspel nahm während ihrer gesamten Segelkarriere an skandinavischen Regatten insbesondere in Finnland und Schweden teil. Das Boot war immer in finnischem Besitz, mit Ausnahme einer kurzen Zeit von drei Jahren in den 1960er Jahren, als das Boot nach Schweden verkauft worden war.
Vågspel ist ein einzigartiger nordischer „Achter“, der in seinem ursprünglichen Design erhalten geblieben ist, einschließlich des Holz-Riggs, des Deckplans und vieler der ursprünglichen Ausstattungen.
Zu den bemerkenswerten Regatta-Erfolgen von Vågspel zählen die Siege in Sandhamn (Schweden) in der Coppa d’Italia 1950 und der Gewinn des in Helsinki ausgetragenen Sinebrychoff Challenge Cup 1946 gegen die starke finnische Herausforderin Sphinx (FIN-4) (Baujahr 1928, Konstrukteur: Gustaf Estlander).

## Historie der Eigner
- 1943–1949: Arthur E. Nikander, Kommodore von Helsingfors Segelsällskap (1933–1939), Helsinki
- 1949–1953: Björn Strandell, Nyländska Jaktklubben, Helsinki
- 1953–1958: Alec Shaw, Nyländska Jaktklubben, Helsinki
- 1958–1961: Johan Gullichsen, Kristian Gullichsen, Georg Ehrnrooth & Gustav Donner, Nyländska Jaktklubben, Helsinki
- 1961–1964: Harry Unonius, Nyländska Jaktklubben, Helsinki
- 1964–1994: Gustaf Donner, Nyländska Jaktklubben, Helsinki
- 1994–1996: Marinette, Carina & Robert Donner, Nyländska Jaktklubben, Helsinki
- 1996–2002: Carina & Robert Donner, Nyländska Jaktklubben, Helsinki
- seit 2002: Kim Weckström, Helsingfors Segelsällskap, Helsinki

## Restaurierungen
| Zeitraum  | Bootswerft                | ausgeführte Restaurierungen                    |
| --------- | ------------------------- | ---------------------------------------------- |
| 1943–1986 |                           | Keine nennenswerten Restaurierungen            |
| 1987      | Granströms båtvarv, Hangö | neues Deck (Teakholz auf Furnier)              |
| 1998      | Granströms båtvarv        | neues Rigg (nach Originalzeichnungen)          |
| 1999–2001 | Granströms båtvarv        | neues Unterwasserschiff, Plicht, Schandeck     |
| 2009–2010 | Red Sky, Kotka            | neues Rigg nach Zeichnungen von Juliane Hempel |
| 2017–2018 | Stockholms båtsnickeri    | umfangreiche Rumpfsanierung                    |